# Ньяндеара (микрорегион)

Ньяндеара на карте.

Ньяндеара (порт. Microrregião de Nhandeara) — микрорегион в Бразилии, входит в штат Сан-Паулу. Составная часть мезорегиона Сан-Жозе-ду-Риу-Прету. 
Население составляет 	65 337	 человек (на 2010 год). Площадь — 	2 022,841	 км². Плотность населения — 	32,30	 чел./км².

## Демография
Согласно сведениям, собранным в ходе переписи 2010 г. Национальным институтом географии и статистики (IBGE), население микрорегиона составляет:						
| Полное население                             | Полное население                             | Полное население                             | Полное население                             | 65 337 |
| -------------------------------------------- | -------------------------------------------- | -------------------------------------------- | -------------------------------------------- | ------ |
| в том числе:                                 | Городское население                          | 57 186                                       | Процент городского населения, %              | 87,52  |
|                                              | Сельское население                           | 8 151                                        | Процент сельского населения, %               | 12,48  |
|                                              | Мужское население                            | 32 726                                       | Процент мужского населения, %                | 50,09  |
|                                              | Женское население                            | 32 611                                       | Процент женского населения, %                | 49,91  |
| Плотность населения, чел/км²                 | Плотность населения, чел/км²                 | Плотность населения, чел/км²                 | Плотность населения, чел/км²                 | 32,30  |
| Население микрорегиона в % к населению штата | Население микрорегиона в % к населению штата | Население микрорегиона в % к населению штата | Население микрорегиона в % к населению штата | 0,16   |

## Статистика
- Валовой внутренний продукт на 2003 составляет 607 606 874,00 реалов (данные: Бразильский институт географии и статистики).
- Валовой внутренний продукт на душу населения на 2003 составляет 10 186,48 реалов (данные: Бразильский институт географии и статистики).
- Индекс развития человеческого потенциала на 2000 составляет 0,796 (данные: Программа развития ООН).

## Состав микрорегиона
В составе микрорегиона включены следующие муниципалитеты:
1. Макаубал
2. Монти-Апразивел
3. Монсойнс
4. Невис-Паулиста
5. Ньяндеара
6. Нипоан
7. Полони
8. Себастьянополис-ду-Сул
9. Униан-Паулиста